# 아쉬루
아쉬루(1999년 ~)는 대한민국의 가수다. 2018년 EP '20'으로 데뷔했다.

## 방송
- 쇼미더머니 8 (2019) - Top87

## 음반
- 20 (2018)
- ST!OP! (2018)
- BANDZ (2018)
- BORN BROKE DIE RICH (2019)
- No Brakes (2019)
- Born Broke Die Rich 2 (2020)
- 헤드락 (2021)